# Médaille des pilotes et des navigateurs
La médaille des pilotes et des navigateurs est une médaille commémorative française.